# Accident ferroviari de Santiago de Compostel·la del 2013
L'accident ferroviari de Santiago de Compostel·la del 2013 tingué lloc a l'entrada de l'estació de Santiago de Compostel·la, a la parròquia gallega d'Angrois, el vespre del 24 de juliol de 2013. Segons fonts oficials, hi hagué 81 morts i 147 ferits, dels quals 36 es trobaven en estat crític. Va ser el primer accident en la història ferroviària espanyola que tenia lloc en una línia d'alta velocitat.

## Antecedents històrics a Espanya
Amb 79 víctimes confirmades per fonts oficials, es tracta del segon accident de tren més greu d'Espanya. L'últim més greu va ser l'accident ferroviari de Torre del Bierzo del 1944, arran de la col·lisió dins del túnel d'un tren correu, una locomotora en maniobres i un tren de mercaderies. El nombre oficial de víctimes mortals va ser de 78 segons l'autoritat judicial, però sempre s'ha sospitat que el règim franquista hauria amagat la magnitud real de l'accident, que segons investigacions posteriors podria haver provocat 200 o 500 morts.
El desembre de 1940 va produir-se un xoc de trens a Velilla de Ebro (província de Saragossa), a la línia entre Madrid i Barcelona, que va provocar 48 morts i el 1970 n'hi va haver un altre a Urduliz (Biscaia), en el qual van morir 33 passatgers. El 2003 es va produir una col·lisió frontal a Chinchilla de Monte-Aragón (província d'Albacete), que va provocar 19 morts. Tres anys abans d'aquest accident de Santiago de Compostel·la, dotze persones van resultar mortes i catorze ferides arran d'un atropellament a l'estació de rodalia de Platja de Castelldefels.

## Context
Espanya té una de les xarxes ferroviàries d'alta velocitat més extensa del món, construïda i mantinguda per l'empresa Adif i dirigida per l'organisme públic RENFE, que gestiona el material rodant. El tren de passatgers RENFE Classe 730 circula en vies d'alta velocitat, tot i que no és el tren més ràpid de la companyia.

## Descripció dels fets
| \| Estacions \| Hora (CEST) \| \| ------------------------ \| ----------- \| \| Madrid-Chamartín \| 15:00 \| \| Segòvia \| 15:28 \| \| Medina del Campo \| 16:07 \| \| Zamora \| 16:59 \| \| Puebla de Sanabria \| 18:08 \| \| A Gudiña \| 18:45 \| \| Ourense-Empalme \| 19:51 \| \| Accident \| 20:41 \| \| Santiago de Compostel·la \| 20:41 \| \| A Coruña \| 21:14 \| \| Elviña-Universidade \| 21:30 \| \| Betanzos-Infesta \| 21:49 \| \| Betanzos-Cidade \| 22:00 \| \| Pontedeume \| 22:15 \| \| Ferrol \| 22:36 \| |             |
| Estacions | Hora (CEST) |
| Madrid-Chamartín | 15:00       |
| Segòvia | 15:28       |
| Medina del Campo | 16:07       |
| Zamora | 16:59       |
| Puebla de Sanabria | 18:08       |
| A Gudiña | 18:45       |
| Ourense-Empalme | 19:51       |
| Accident | 20:41       |
| Santiago de Compostel·la | 20:41       |
| A Coruña | 21:14       |
| Elviña-Universidade | 21:30       |
| Betanzos-Infesta | 21:49       |
| Betanzos-Cidade | 22:00       |
| Pontedeume | 22:15       |
| Ferrol | 22:36       |

Un tren Alvia sèrie 730 híbrid (tracció dièsel i elèctrica) operat per Renfe Operadora descarrilà a les 20:41 h del vespre del dia 24 de juliol de 2013 quan entrava a Santiago de Compostel·la. Els fets es produïren en un revolt pronunciat, conegut com a A Grandeira, a l'altura del viaducte de l'AP-9, al barri d'Angrois. En total, el comboi transportava 222 persones (218 passatgers i 4 tripulants) que feien la ruta entre Madrid i Ferrol i estava compost per vuit vagons i dues màquines, una al davant i l'altra al darrere.

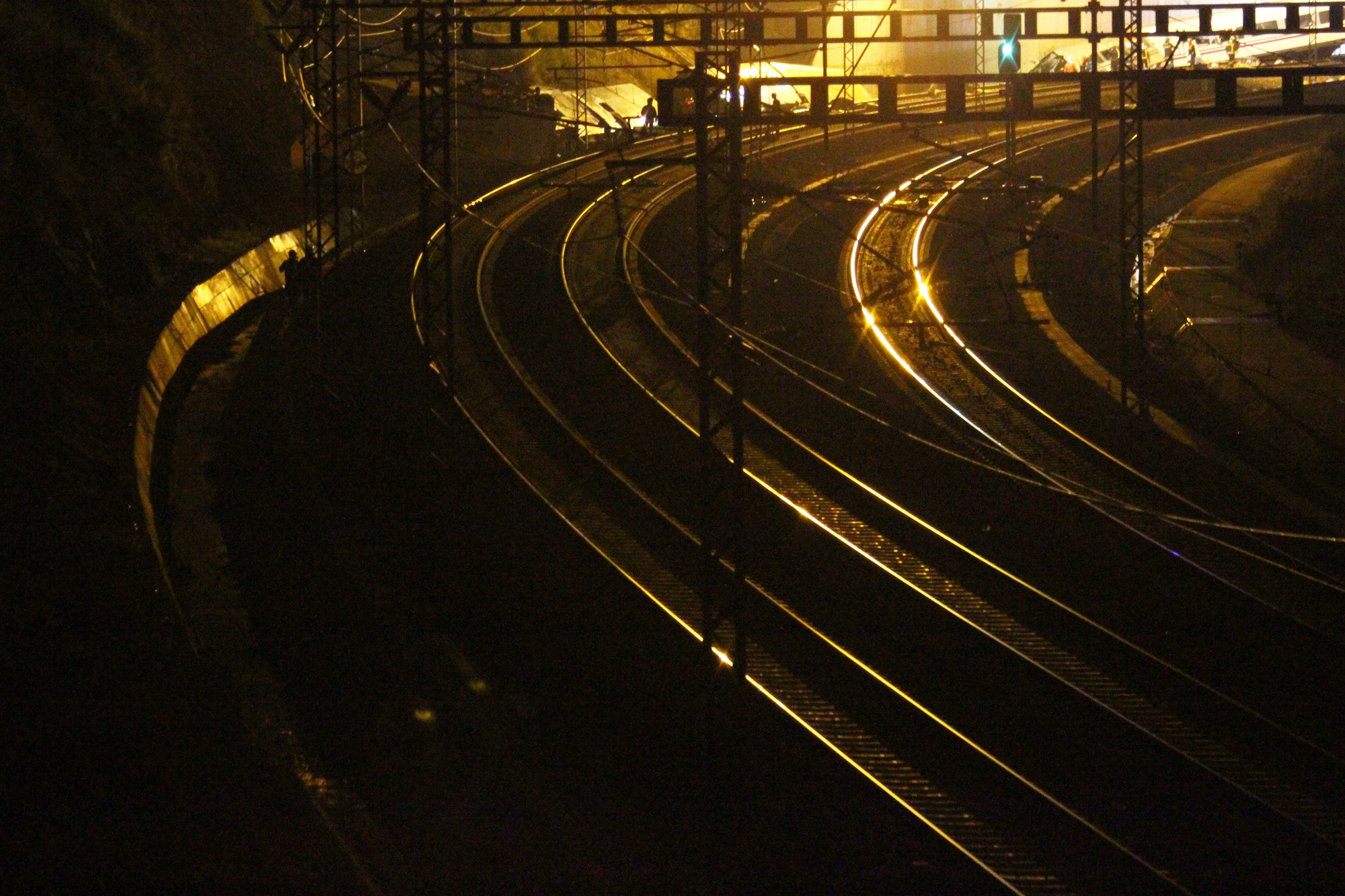
Imatge parcial del revolt on es va produir l'accident. Al fons a la dreta es pot apreciar part del tren sèrie 730

La màquina i els quatre primers vagons van descarrilar i van impactar contra un talús. Un altre del mig va volar uns sis metres sobre un terraplè fins a caure molt a prop d'uns habitatges, i la resta va bolcar. La màquina del darrere i l'últim vagó es van incendiar i el penúltim va quedar destrossat.

### Seguretat
Al lloc de l'accident, el sistema de seguretat utilitzat és l'ASFA 200 AVE, dissenyat a la dècada del 1970, que consisteix a proporcionar informació puntual al maquinista mitjançant dues balises instal·lades a la via; la primera 300 metres abans del senyal i la segona a l'altura del senyal. Aquest sistema no realitza «automàticament» cap operació de frenada de servei del tren i únicament supervisa que en cap moment se sobrepassi la velocitat màxima del tren. Prèviament, el comboi sinistrat va fer la transició des del sistema europeu de gestió del trànsit ferroviari (ERTMS)/Sistema de Control Ferroviari Europeu (ETCS) al sistema ASFA. L'ERTMS és un sistema més avançat i complet que l'ASFA, pel fet que realitza en tot moment una supervisió completa de la velocitat del tren —FS (full supervision). Depenent del nivell d'ERTMS que estigui instal·lat a la via i en el mateix tren, avisarà al maquinista de les limitacions de velocitat i li imposarà l'obligació de frenar o de no frenar, el sistema frenarà el tren amb el fre de servei i si aquest no fos suficient ho farà amb el fre d'urgència —(ETCS nivell 1) o en el cas d'ETCS nivell 2 realitzarà de manera automàtica la frenada per complir amb les ordres dels senyals.

## Conseqüències

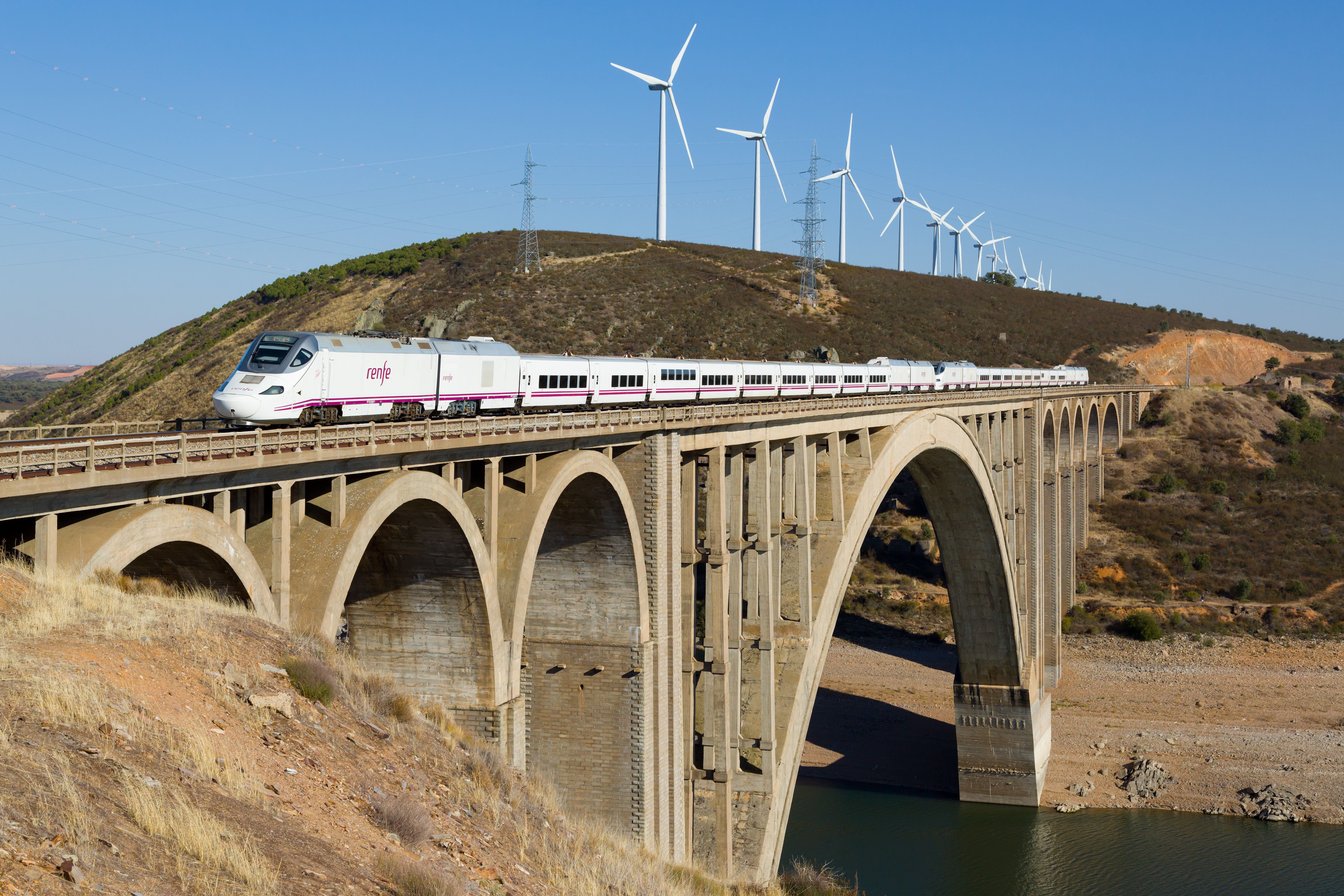
Automotor sèrie 730 de Renfe Operadora, similar a la unitat de tren implicada en l'accident.

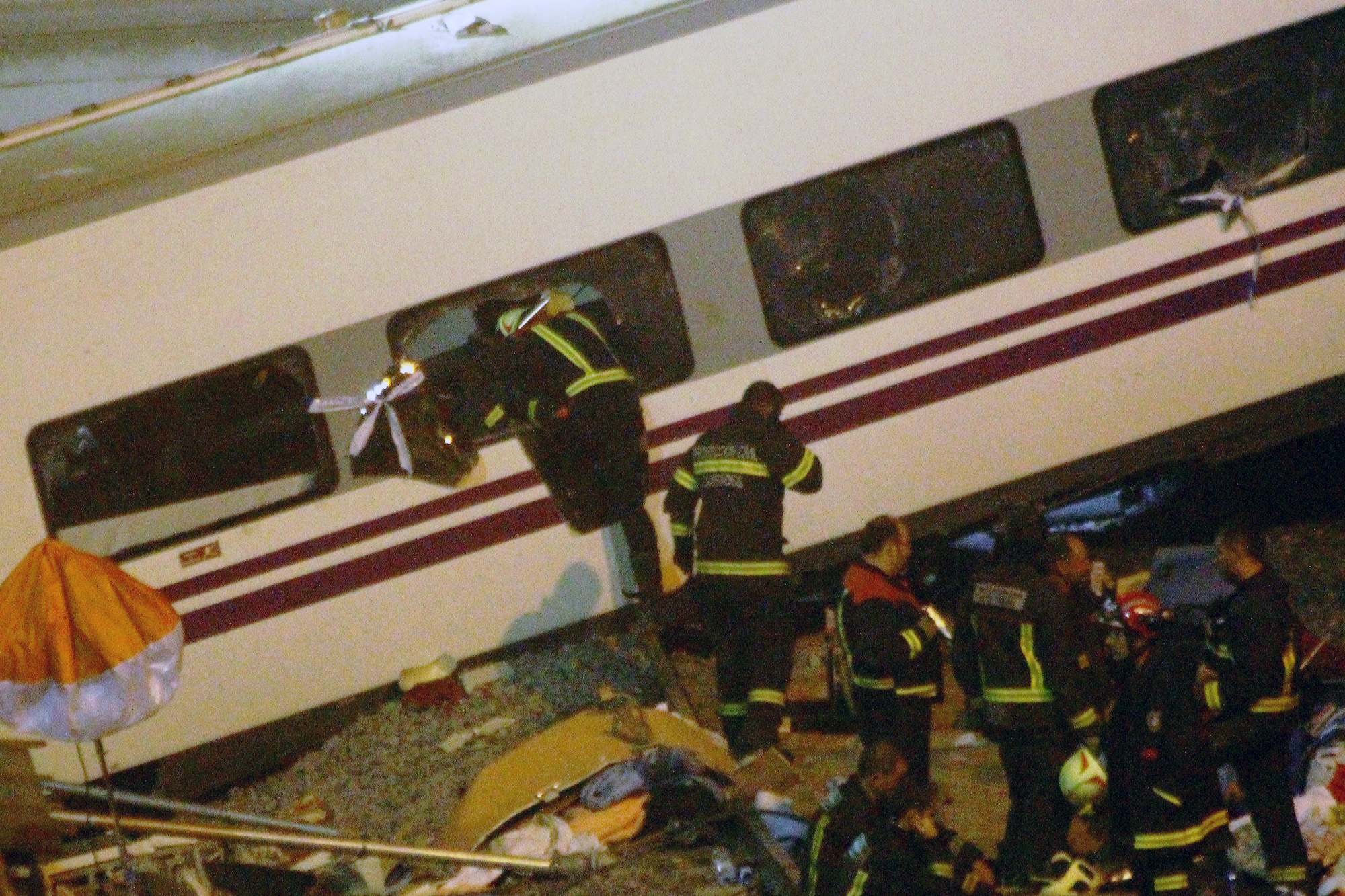
Rescat de les víctimes per part dels equips d'emergències.

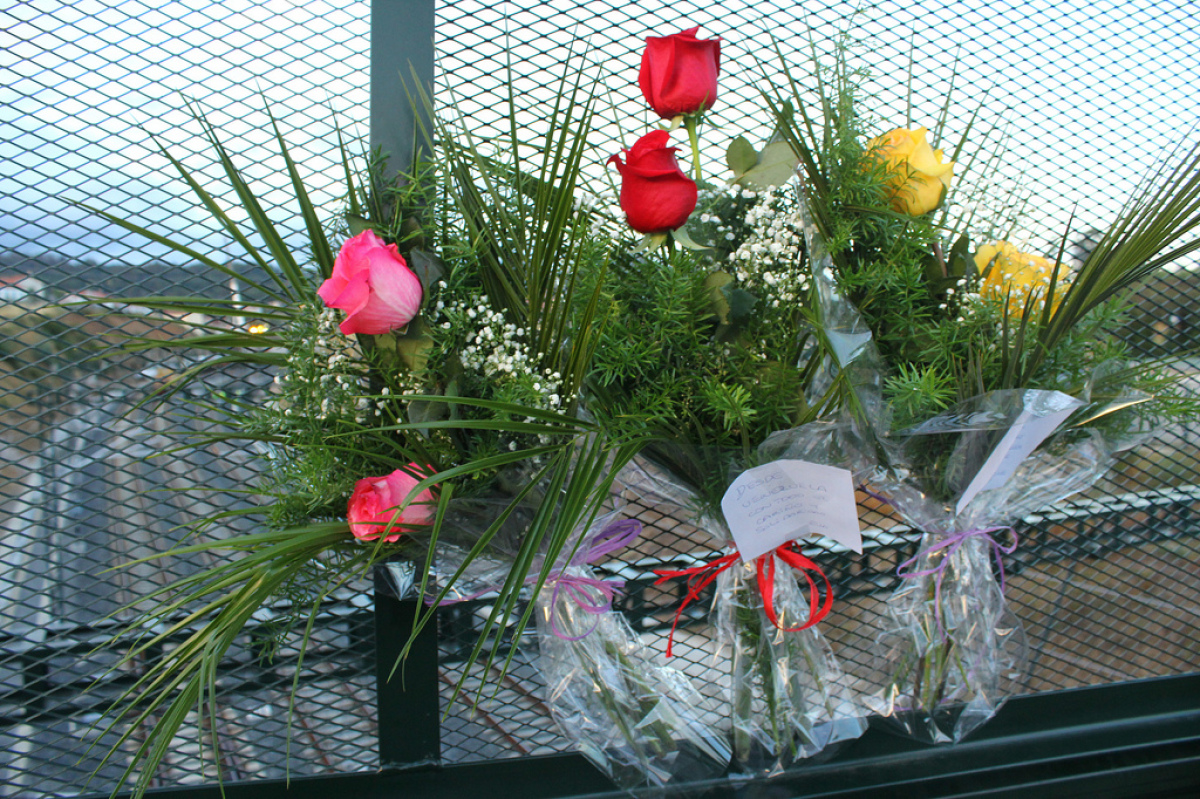
Flors al costat del lloc de l'accident en record de les víctimes.

### Víctimes i ferits
Segons fonts oficials, hi va haver 79 morts i 130 ferits, dels quals 36 es trobaven en estat crític. L'endemà de l'accident quedaven ingressats 87 ferits, 33 dels quals, en estat crític. Entre els ferits en estat crític s'hi trobaven 4 menors. Al cap de seixanta hores van ser identificades totes les víctimes mortals de l'accident.
Entre els ferits, es trobaven cinc ciutadans de nacionalitat estatunidenca i un de britànica, tal com van reconèixer els seus respectius països.

### Reaccions socials
Després de produir-se l'accident s'hi van desplaçar els serveis d'emergències, Policia Nacional, la policia local i bombers. Els ferits van ser traslladats al Complex Hospitalari Universitari de Santiago, des d'on es va fer una crida a la població per donar sang; fins a 800 persones van acudir als centres sanitaris per donar sang, segons la consellera de Sanitat de Galícia, Rosa Mosquera. Els serveis d'emergència van utilitzar les xarxes socials per demanar col·laboració ciutadana, com ara evitar l'ús de telèfons mòbils per no saturar la xarxa i fer una crida per donar de sang, i informar els familiars. A més, els usuaris d'aquests canals de comunicació van expressar el seu suport a les víctimes amb milers de missatges enviats després de conèixer el succés.
El món sindical, empresarial i social va expressar el seu condol per l'accident. El Sindicat Espanyol de Maquinistes i Ajudants Ferroviaris (SEMAF) va emetre un comunicat expressant el seu condol per les víctimes i la seva solidaritat amb els familiars a més de desitjar una ràpida i completa recuperació als ferits. Alhora, va expressar el seu total suport al maquinista del tren accidentat El Comitè General d'Empresa (CGE) d'Adif i Renfe Operadora també van expressar el seu condol i solidaritat amb les víctimes i els seus familiars.
Després de conèixer l'accident, el Concello de Santiago va suspendre els actes de les festes de Sant Jaume, del Dia Nacional de Galícia, previstos per a la nit del mateix dia corresponents a la crema de la façana de la catedral, a la Plaça de l'Obradoiro, i els focs de l'Apòstol, dins de la Festivitat de l'Apòstol de Santiago de Compostel·la.

### Reaccions polítiques
La ministra de Foment d'Espanya, Ana Pastor, va dirigir-se a Santiago de Compostel·la en saber-se els fets. i va explicar la creació d'un Comitè de Coordinació en què es trobaven presents tots els graus de l'administració i l'habilitació de diversos números de telèfon especials per atendre i donar informació als familiars dels passatgers afectats. Moments després el president de la Xunta de Galicia, Alberto Núñez Feijóo, va convocar una reunió extraordinària de caràcter urgent amb els membres del seu gabinet per tractar la situació; per la seva part el líder de l'oposició Pachi Vázquez va reunir la direcció del seu partit per a realitzar una cèl·lula de crisi. Oficialment, el president del Govern, Mariano Rajoy, va estar pendent de la situació i l'endemà es va traslladar fins al lloc de l'accident i va cancel·lar la seva agenda oficial. Es van decretar set dies de dol oficial a Galícia i tres, al conjunt d'Espanya.
El rei Joan Carles I va mostrar la seva sencera col·laboració, mantenint-se en contacte personal amb totes les autoritats des que va tenir coneixement del succés. El 25 de juliol de 2013 el Rei Joan Carles I va enviar el següent missatge a la població a més d'indicar la seva intenció de viatjar immediatament acompanyat de la reina al lloc de la tragèdia: «El terrible accident ferroviari ocorregut a Santiago de Compostel·la, en vigílies del Dia de Galícia i del Patró d'Espanya, ha tenyit de dol el nostre país i suscitat els sentiments de pesar de tota la Comunitat Internacional. Em dirigeixo als damnificats d'aquest desgraciat succés que, com a éssers humans i com a espanyols, ens commou i ens omple de dolor i tristesa, per transmetre'ls el més profund afecte i tota la proximitat i la solidaritat de la Família Reial».
També, el president del Congrés dels Diputats, Jesús Posada, va realitzar el mateix dia un minut de silenci davant del Congrés juntament amb nombrosos diputats i va fer la següent declaració: «En nom del Congrés vull manifestar la nostra consternació per aquest terrible accident que ahir va sacsejar Santiago. Donem el nostre més afectuós i sentit condol a les famílies dels morts i desitgem als ferits una prompta i ràpida recuperació».
El Papa Francesc va destinar unes paraules a l'accident durant la Jornada Mundial de la Joventut 2013 i va demanant pregar amb fe. D'altra banda, diversos governs, com el mexicà, el francès o el polonès, van transmetre les seves condolences pel succés. Barack Obama va afirmar en un comunicat de condol que la seva dona i ell havien quedat «impactats i entristits per la notícia del tràgic descarrilament d'un tren […] a Santiago de Compostel·la». El president del Parlament Europeu, Martin Schulz, va dir que els seus pensaments eren «per a les víctimes del tràgic accident» i que esperava que els ferits es recuperessin ràpidament.

### En la xarxa ferroviària
Com a conseqüències de l'accident, va ser suspès el trànsit ferroviari de la LAV Olmedo-Zamora-Galícia i una desena de trens van modificar el seu itinerari el 25 de juliol i van circular per altres línies fèrries o es va habilitar un transport alternatiu per carretera.
Adif i Renfe van iniciar la revisió dels seus protocols de seguretat. Els dies posteriors al sinistre, Adif va instal·lar senyalitzacions a la via i balises de seguretat en els últims quilòmetres d'aproximació al revolt. Les balises són de sistema ASFA, tot i que en diversos trams, de reducció gradual de velocitat i amb frenada automàtica si se supera la velocitat de cada tram. Les mesures van estendre's a tots els trams de risc de característiques similars, incloent la transició des d'alta velocitat i integració en nuclis urbans, en línia amb les recomanacions de la Comissió d'Investigació d'Accidents Ferroviaris (CIAF). Per la seva banda, Renfe va revisar els protocols de comunicació amb la cabina de conducció, entre altres mesures relacionades amb la seguretat.

## Investigació
La Comissió d'Investigació d'Accidents Ferroviaris (CIAF), depenent del Ministeri de Foment d'Espanya, va iniciar la investigació per aclarir les causes de l'accident. Un portaveu del govern va afirmar que no hi havia cap prova que apuntés a un atac terrorista.
L'endemà de l'accident el titular del Jutjat d'Instrucció número 3 de Santiago de Compostel·la va demanar que es recullin tots els vídeos, àudios i fotografies de l'accident per a poder-los utilitzar en la investigació de les causes del sinistre, i va ordenar a la policia judicial prendre declaració com a imputat al maquinista del tren accidentat. El 20 d'agost de 2013 el jutge també va imputar els responsables de seguretat d'Adif del tram d'Ourense a Santiago de Compostel·la i va qualificar els sistemes de seguretat com a «insuficients» per pal·liar les conseqüències d'un possible error del maquinista.
Diversos partits polítics, entre els quals es troben el PSOE i el PP, han evitat en diverses ocasions que es crei una comissió d'investigació sobre els fets al Parlament gallec.

## Galeria d'imatges

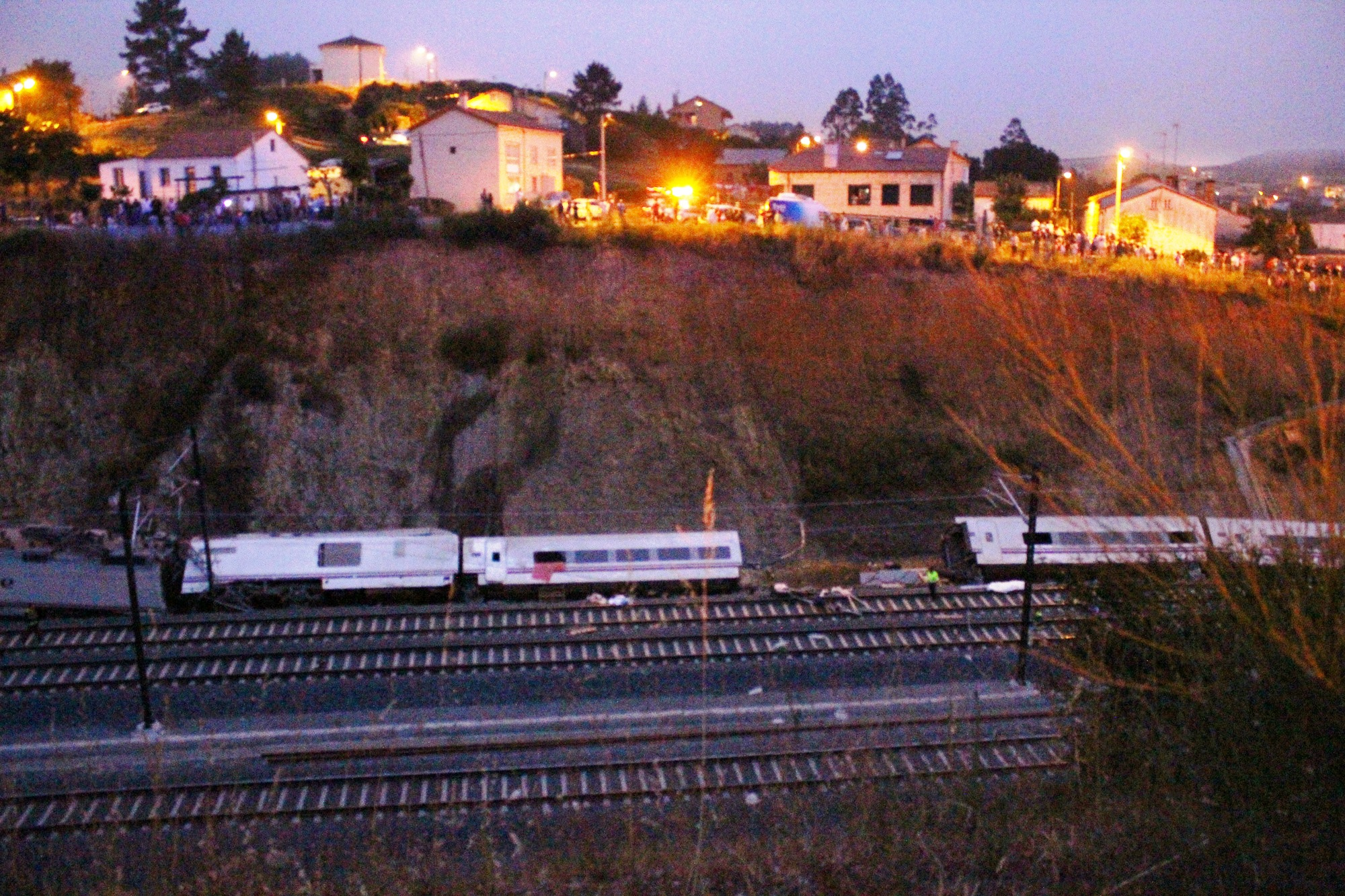
El tren va descarrilar
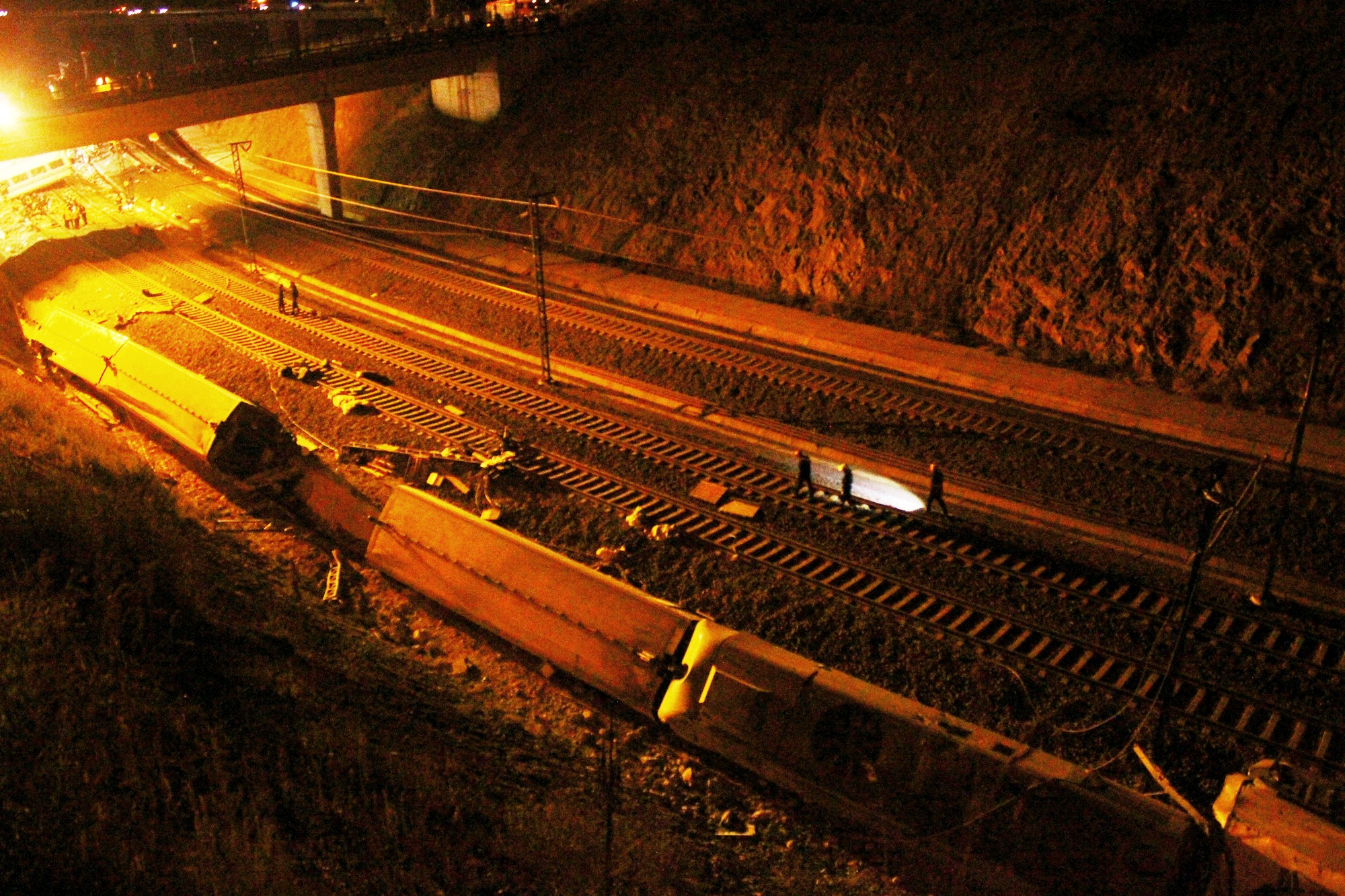
Els vagons accidentats
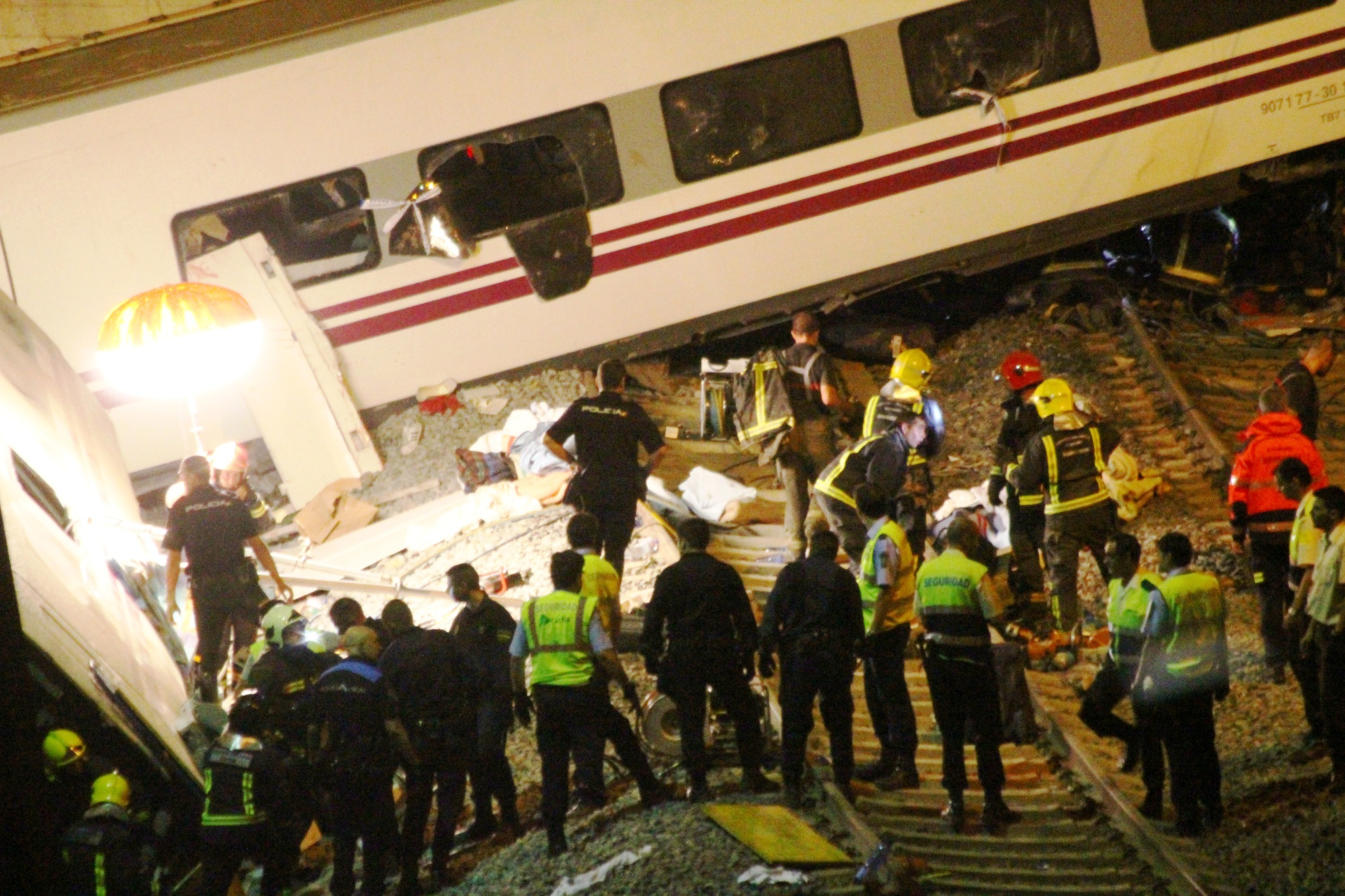
Rescat de les víctimes per part dels equips d'emergències
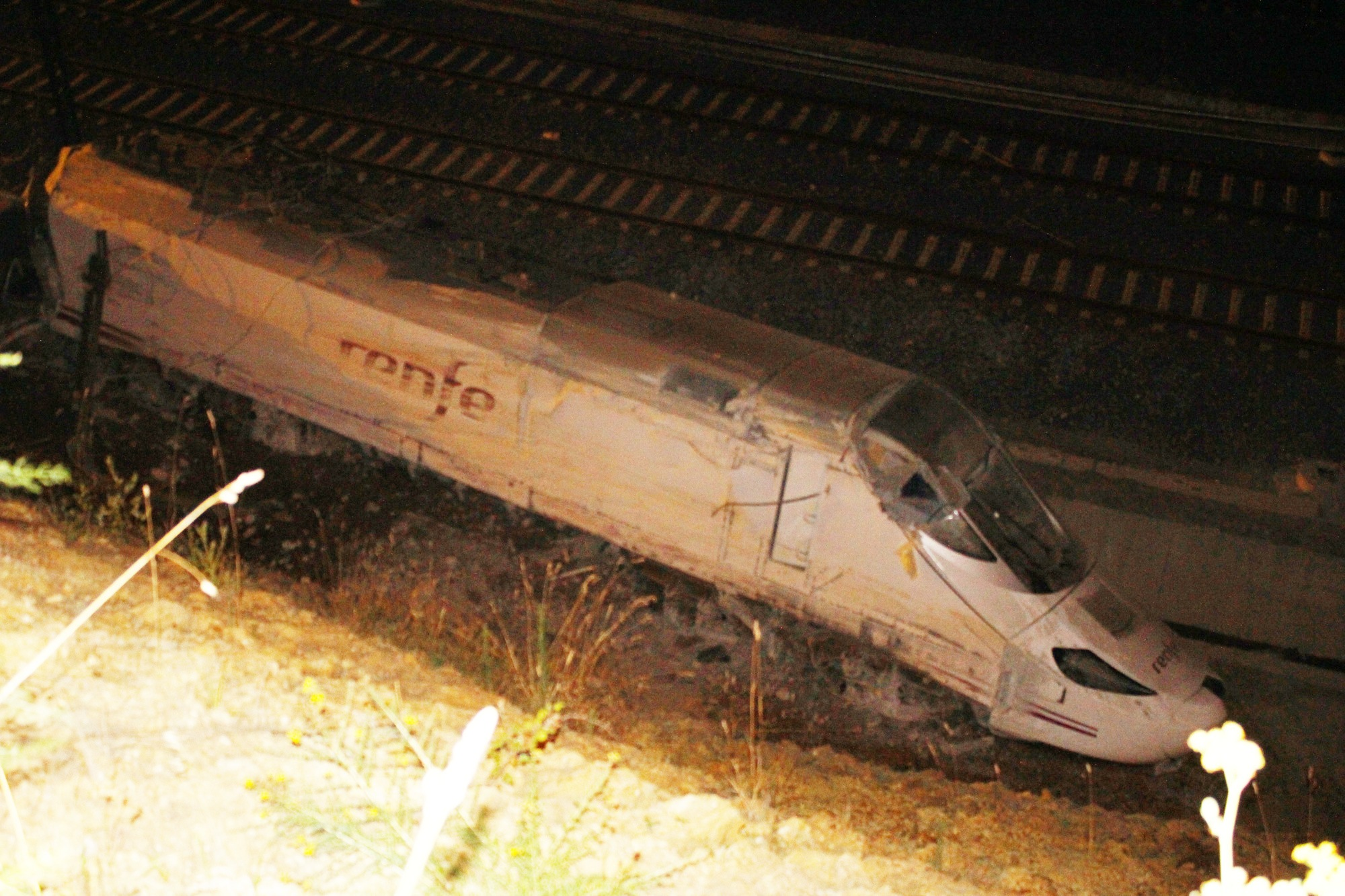
Part frontal del tren accidentat